# Lista de presidentes da Guiana
O presidente da Guiana é o chefe de Estado e chefe de governo da República Cooperativa da Guiana, além de comandante-em-chefe das forças armadas do país.
A Guiana tornou-se independente do Reino Unido no dia 26 de maio de 1966, com uma monarquia parlamentarista como sistema de governo, no qual Elizabeth II foi Rainha, representada por um Governador-geral. O país tornou-se uma república em 23 de fevereiro de 1970, com o presidente sendo eleito pela Assembleia Nacional para um mandato de 5 anos e exercendo poderes meramente cerimoniais. Em 1980, uma nova constituição entrou em vigor em 6 de outubro de 1980, tornando o presidente tanto chefe de Estado quanto chefe de governo, com uma nova forma de eleição: o líder do partido que recebeu mais votos nas eleições gerais e regionais torna-se presidente, mantendo-se no cargo durante a legislatura vigente — na prática, cinco anos. Em caso de vacância do cargo, o primeiro-ministro o assume.
O país foi presidido interinamente por seus primeiros 22 dias de república por Edward Victor Luckhoo, então Governador-geral interino do país. Arthur Chung foi o primeiro presidente eleito formalmente para o cargo em 1970, enquanto que Forbes Burnham foi o primeiro presidente sob a constituição de 1980. O atual presidente da Guiana é Irfaan Ali, no cargo desde 2020.

## Eleição
Segundo a constituição de 1980, nas eleições gerais, os partidos designam um membro para ser o candidato a presidente. O candidato do partido vencedor das eleições torna-se presidente eleito do país. Os critérios de elegibilidade para o cargo são:
- ser um cidadão guianense por nascimento ou parentesco;
- antes de sua candidatura, ter residido na Guiana por, no mínimo, 7 anos contínuos (as condições que justifiquem uma possível interrupção dessa continuidade incluem busca por assistência médica, estudo em uma universidade estrangeira por menos de 4 anos e trabalho para o governo);
- cumprir os requisitos de elegibilidade para a Assembleia Nacional.

O presidente pode ser removido do cargo se ele se torna fisicamente ou mentalmente incapaz de exercer suas funções ou se ele cometer qualquer violação à constituição ou qualquer má conduta grosseira. Em caso de vacância do cargo, a constituição prevê a posse do primeiro-ministro.

## Lista dos presidentes
Partidos:
      Congresso Nacional do Povo       Aliança pela Mudança
      Partido Popular Progressista
| Nº | Retrato        | Retrato | Nome (Nascimento–Falecimento) | Mandato                | Mandato                | Tempo no cargo (em anos e dias) | Partido político                  | Primeiro-ministro | Primeiro-ministro |
| -- | -------------- | ------- | ----------------------------- | ---------------------- | ---------------------- | ------------------------------- | --------------------------------- | ----------------- | ----------------- |
| 1  |                |         | Arthur Chung (1918–2008)      | 17 de março de 1970    | 6 de outubro de 1980   | 10 anos e 203 dias              | Independente                      |                   | Forbes Burnham    |
| 2  |                |         | Forbes Burnham (1923–1985)    | 6 de outubro de 1980   | 6 de agosto de 1985    | 4 anos e 304 dias               | Congresso Nacional do Povo        |                   | Ptolemy Reid      |
| 2  | Desmond Hoyte  |         | Forbes Burnham (1923–1985)    | 6 de outubro de 1980   | 6 de agosto de 1985    | 4 anos e 304 dias               | Congresso Nacional do Povo        |                   |                   |
| 3  |                |         | Desmond Hoyte (1929–2002)     | 6 de agosto de 1985    | 9 de janeiro de 1992   | 6 anos e 156 dias               | Congresso Nacional do Povo        |                   | Hamilton Green    |
| 4  |                |         | Cheddi Jagan (1918–1997)      | 9 de janeiro de 1992   | 6 de março de 1997     | 5 anos e 56 dias                | Partido Popular Progressista      |                   | Sam Hinds         |
| 5  |                |         | Sam Hinds (1943–)             | 6 de março de 1997     | 19 de dezembro de 1997 | 288 dias                        | Partido Popular Progressista      |                   | Janet Jagan       |
| 6  |                |         | Janet Jagan (1920–2009)       | 19 de dezembro de 1997 | 11 de agosto de 1999   | 1 ano e 235 dias                | Partido Popular Progressista      |                   | Sam Hinds         |
| 6  | Bharrat Jagdeo |         | Janet Jagan (1920–2009)       | 19 de dezembro de 1997 | 11 de agosto de 1999   | 1 ano e 235 dias                | Partido Popular Progressista      |                   |                   |
| 7  |                |         | Bharrat Jagdeo (1964–)        | 11 de agosto de 1999   | 3 de dezembro de 2011  | 12 anos e 114 dias              | Partido Popular Progressista      |                   | Sam Hinds         |
| 8  |                |         | Donald Ramotar (1950–)        | 3 de dezembro de 2011  | 16 de maio de 2015     | 3 anos e 164 dias               | Partido Nacional do Povo          |                   | Sam Hinds         |
| 9  |                |         | David Granger (1942–)         | 16 de maio de 2015     | 2 de agosto de 2020    | 5 anos e 78 dias                | Congresso Nacional do Povo (APNU) |                   | Moses Nagamootoo  |
| 10 |                |         | Irfaan Ali (1980–)            | 2 agosto de 2020       | atualmente             | 4 anos e 227 dias               | Partido Popular Progressista      |                   | Mark Phillips     |